# Les Confessions de Félix Krull
Pour plus de détails, voir Fiche technique et Distribution.
Les Confessions de Félix Krull (titre original : Bekenntnisse des Hochstaplers Felix Krull) est un film allemand réalisé par Kurt Hoffmann et sorti en 1957.

## Synopsis
L'ascension sociale du jeune Félix Krull. Employé d'hôtellerie à Paris le jour et joyeux noceur la nuit, il part ensuite en voyage sous l'identité et à la convenance du marquis de Venosta. La gent féminine, séduite par son charisme, contribuera à son élévation : Madame Houpflé, Zouzou, fille du professeur Kuckuck, l'un de ses compagnons de voyage, Zaza perdue ici et retrouvée là. Félix arrive toujours à s'extirper de situations insensées et semble se jouer de tous les obstacles, comme ces soupçons d'assassinat qui pèsent sur lui à un moment de sa vie.

## Fiche technique
- Titre : Les Confessions de Félix Krull
- Titre original : Bekenntnisse des Hochstaplers Felix Krull
- Réalisation : Kurt Hoffmann
- Scénario : Erika Mann et Robert T. Thoeren d'après le roman inachevé de Thomas Mann, Les Confessions du chevalier d'industrie Félix Krull (Bekenntnisse des Hochstaplers Felix Krull, 1954)
- Musique : Hans-Martin Majewski
- Photographie : Friedl Behn-Grund
- Son : Hans Ebel
- Montage : Caspar van den Berg
- Décors : Robert Herlth, Gottfried Will, Rudolf Dahlke
- Costumes : Elisabeth Urbanci, Vera Otto, Herbert Lindenberg, Anni Loretto
- Pays de production :  Allemagne de l'Ouest
- Langue de tournage : allemand
- Producteurs : Hans Abich, Rolf Thiele
- Société de production : Filmaufbau GmbH (Allemagne)
- Société de distribution : Europa-Filmverleih
- Format : noir et blanc — 35 mm — 1.33:1 — son monophonique (Klangfilm-Eurocord-Magnetocord)
- Genre : comédie dramatique
- Durée : 107 minutes
- Date de sortie : 
  - Allemagne de l'Ouest : 24 avril 1957

## Distribution
- Horst Buchholz : Félix Krull
- Liselotte Pulver : Zaza
- Ingrid Andree : « Zouzou », Suzanne Kuckuck
- Susi Nicoletti : Madame Houpflé
- Paul Dahlke : le professeur Kuckuck
- Peer Schmidt: marquis Louis de Venosta
- Ilse Steppat : Maria Pia Kuckuck
- Werner Hinz : Stabsarzt
- Walter Rilla: Lord Kilmarnock
- Paul Henckels: Schimmelpreester
- Heidi Brühl: Eleanor Twentyman
- Heinz Reincke : Stanko
- Ralf Wolter

## Distinctions
Gagnées
- Ernst-Lubitsch-Preis 1957 : Kurt Hoffmann lauréat
- Prix du film allemand 1957 : prix Or du meilleur long métrage
- Festival international du film de Karlovy Vary 1957 : mention spéciale à Horst Buchholz
- Golden Globes 1958 : Golden Globe du meilleur film étranger

Nomination
- Festival international du film de Karlovy Vary 1957 : Kurt Hoffmann nommé pour le prix Cristal